# Rostamiden
De Rostamiden of Rustamiden (Arabisch: رستميون, Perzisch: رستمیان) vormden in de periode 777-909 een vanuit de provincie Tiaret in Algerije regerende dynastie die behoorde tot de Ibaditische stroming van de Kharidjieten. De stichter van de dynastie, de in Tunesië geboren Pers 'Abd al-Rahman ibn Rustam, lukte het om de Ibadi-Berberstammen van Algerije te verenigen in een confederatie.

## Geschiedenis
'Abd al-Rahman stichtte de dynastie na eerdere mislukte pogingen om een kharidjitisch rijk te stichten vanuit Kairouan. Hij onderhield betrekkingen met het sufrisme (een andere stroming binnen het kharidjisme) in de Aures en Tripolitanië. De dynastie wist de sjiitische Idrisiden uit Marokko en de soennitische Aghlabiden uit Tunesië te weerstaan, maar werd uiteindelijk bloedig verslagen door de ismaëlitische Fatimiden.
Ibaditische kharidjieten zijn heden ten dage nog toonaangevend in de Berbergemeenschappen van de M'Zab, Zuwarah en Djerba. Tot het begin van de 20e eeuw waren zij nog in groten getale te vinden in het Nafusagebergte van Tripolitanië.

## Lijst van heersers

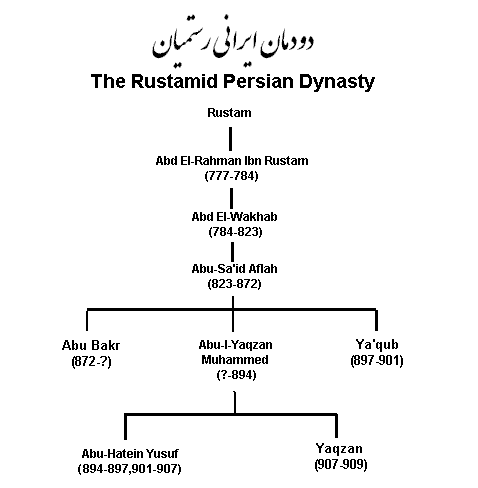
De Rustamidische dynastie

| regeerperiode | naam                              | opmerking           |
| ------------- | --------------------------------- | ------------------- |
| 777 - 784     | 'Abd al-Rahman ibn Rustam         |                     |
| 784 - 823     | 'Abd al-Wahhab ibn 'Abd al-Rahman | ook: 'Abd al-Warith |
| 823 - 872     | Abu Sa'id Aflah                   |                     |
| 872           | Abu Bakr ibn Aflah                |                     |
| 872 - 894     | Abu'l Yaqzan Muhammad             |                     |
| 894 - 897     | Abu Hatim Yusuf                   | eerste keer         |
| 897 - 901     | Ya'qub ibn Aflah                  |                     |
| 901 - 907     | Abu Hatim Yusuf                   | tweede keer         |
| 907 - 909     | Yaqzan ibn Muhammad               |                     |